# Letholycus microphthalmus
Letholycus microphthalmus es una especie de pez de la familia de los Zoarcidae en el orden de los perciformes.

## Morfología
- Los machos pueden llegar a alcanzar los 9 cm de longitud total.[1][2]

## Hábitat
Es un pez de mar y de aguas profundas que vive entre los 115-750 m de profundidad.

## Distribución geográfica
Se encuentra desde las costas centrales de Argentina hasta el Cabo de Hornos e Islas Malvinas.

## Observaciones
Es inofensivo para los humanos. 